# Inquietud
La inquietud o desasosiego es, según una teoría postulada por Liebert y Morris en 1967, uno de los componentes principales de la ansiedad. El otro componente sería la emocionalidad. Esta última se refiere a los síntomas fisiológicos tales como sudar, sufrir palpitaciones o tener alta la presión arterial.
El individuo inquieto lleva a cabo una conversación negativa consigo mismo que le impide concentrarse en lo que hace. Ejemplo: Los estudiantes que ansiosos durante un examen, se dicen repetidamente que van a suspender o que la memoria les falla. Estos pensamientos interfieren con la acción verdaderamente importante en ese momento que es hacer el examen. Esto ocurre porque las áreas del cerebro encargadas de resolver las preguntas del examen se están utilizando en especular posibilidades sin importancia. La mente ansiosa se caracteriza así por la dificultad que tiene para focalizar sus recursos mentales eficientemente.
La inquietud puede referirse también a una sensación de preocupación. Por ejemplo, una madre puede decir que está inquieta porque su niño no ha llegado a casa a la hora que debiera. Puede ser también preocupación por conductas que llevan a cabo los demás: "Me preocupa que no coma verdura".